# SR-88突擊步槍
SR-88是由新加坡新加坡特許工業（Chartered Industries of Singapore，簡稱：CIS）研製的一種.223英吋口徑突擊步槍，其設計源自前身SAR 80突擊步槍。儘管新加坡武裝部隊早以更換更先進的SAR 21突擊步槍取代了SR-88，但至今一些國家仍有裝備這種武器。

## 發展
基於SAR-80銷量不佳的原故，CIS想出了一個改進設計，此為SR 88。SR 88採用了部份繼承自其前身的零件及機制，並能夠對應STANAG彈匣及C-Mag彈鼓。不久，他們更推出了一個稱為SR 88A的衍生型，該改型改用了由高品質材料製造的槍托及護木。它有兩個版本，分別為：標準型及具短槍管和伸縮式槍托的卡賓槍型，其中卡賓槍型與Ultimax 100輕機槍在功能上和外型上有著不少相似之處。

## 設計
SR 88採用長程活塞導氣式和轉拴式槍栓的設計，該系統具有三個位置的氣體調節器，並可根據不同情況而進行適當的調整。
其槍管上附有消焰器以用作降低槍口焰，同時也可擔任槍榴彈發射器的角色。
此槍的下機匣為鋁製品，而上機匣則以沖壓鋼板製成。
槍托、手槍握把及護木部份全部由塑料製成。
SR 88的標準槍托為固定式，但另有向側摺疊的槍托可供選擇。
向側摺疊的提把位於機匣的前端。

## 使用國
- 不丹
- 尼泊尔
- 新加坡[2]
- 斯洛維尼亞[3]
- 所罗门群岛

## 外部連結
- Modern Firearms

## 另見
- SAR 80突擊步槍
- SAR 21突擊步槍
- AR-16突擊步槍
- AR-18突擊步槍
- SAR-87突擊步槍
- 豐和89式5.56毫米突擊步槍
- M16突擊步槍
- Ultimax 100輕機槍